# Sonia Steinsapir
Sonia Steinsapir, née Sophie Chteinsapir le 16 février 1912 à Moscou et morte le 3 août 1980 à Paris, est une artiste peintre russe d'origine juive.

## Biographie
Sonia Steinsapir grandit à Moscou. Elle est la fille unique de David Chteinsapir et Rachel Meerson (1891-1933). Mobilisé pendant la Première Guerre mondiale, son père, médecin, meurt en 1918 à Yalta des suites de blessures reçues au combat. Quelques années plus tard, sa mère l'emmène vivre à Berlin où Sonia Steinsapir va étudier à l'École des Beaux-Arts après une scolarité passée dans un lycée allemand. Mère et fille retournent ensuite à Moscou où Sonia travaille dans une maison d'édition puis une agence de publicité. Après le décès de sa mère, Sonia Steinsapir rejoint Paris en 1936 et s'installe chez son oncle Lazare Meerson, directeur artistique et décorateur français de cinéma,.
Dès 1937, Sonia Steinsapir est élève aux Beaux-Arts de Paris. Proches de René Clair, Lazare Meerson et son épouse introduisent Sonia Steinsapir dans les milieux artistiques parisiens de l'entre-deux-guerres. Malgré l'appui de René Clair, Sonia Steinsapir n'obtient pas la nationalité française par naturalisation. L'Occupation puis les lois antijuives mettent un arrêt à ses études et la contraignent à essayer de rejoindre la zone libre à l'été 1941, mais elle est rapidement arrêtée au niveau de Langon en Gironde et internée au camp de Beaudésert, à Mérignac, près de Bordeaux. Durant son internement dans le camp de Mérignac, elle témoigne par ses dessins du quotidien des « indésirables » de l'époque qui y sont enfermés, à savoir des communistes, des antifascistes, des étrangers, des suspects, des vagabonds, des prostituées, ainsi que des juifs et des personnes dites alors Nomades. En octobre de la même année, elle est transférée au camp de Poitiers d'où elle arrivera à s'évader le 30 décembre. Elle rejoint Paris en 1942 où elle bénéficiera de l'assistance et de la protection de Gabrielle Buffet-Picabia, au Foyer international des étudiantes. Entrée dans la clandestinité, elle est aidée par des groupes de secours à la population juive,,. 
Après la Libération, Sonia Steinsapir reprend ses études aux Beaux-Arts de Paris. Pour vivre, elle assure différents types de métier (illustratrice, dessinatrice, documentaliste). Elle travaille ensuite de 1963 à 1972 au musée national des Arts et Traditions populaires puis de 1973 à 1975 à la Bibliothèque de Paris. En parallèle, elle expose avec le Groupement des artistes juifs de France, ainsi que dans différents salons d'art. Elle s'éteint à Paris en 1980 à l'âge de 68 ans. Par ses dessins et les lithographies qu'elle en tirera, on lui doit un témoignage précieux sur la vie quotidienne du camp d'internement de Mérignac,,.